# Синекрылая горная танагра
Синекрылая горная танагра (лат. Anisognathus somptuosus) — вид птиц из семейства танагровых. Птицы обитают в субтропических и тропических горных влажных лесах, на высоте 900—2300 метров над уровнем моря. Длина тела 18 см, масса около 43 грамм.
Выделяют восемь подвидов:
- Anisognathus somptuosus venezuelanus — в северной Венесуэле — в прибрежных Кордильер от штата Яракуй восточнее до штата Миранда;
- Anisognathus somptuosus virididorsalis — в северной Венесуэле в штате Арагуа — в Серро-Голфо-Тристе (исп. Cerro Golfo Triste);
- Anisognathus somptuosus antioquiae — в северной Колумбии — на севере западных Анд, в центральных Андах (в департаменте Антьокия) и восточных склонах Анд в департаменте Толима;
- Anisognathus somptuosus victorini — в Андах западной Венесуэлы (юг Тачира) и на западных склонах восточных Анд Колумбии — от департамента Сантандер южнее до департамента Уила;
- Anisognathus somptuosus cyanopterus — а Андах на юге Колумбии и западе Эквадора;
- Anisognathus somptuosus alamoris — на юге Эквадора — на западных склонах в южном Асуай, в Эль-Оро и западной Лоха;
- Anisognathus somptuosus baezae — на восточных склонах Анд в юго-западной Колумбии в департамента Нариньо южнее до Морона-Сантьяго (Эквадор);
- Anisognathus somptuosus somptuosus — восточных склонах Анд на крайнем юге Эквадора — в провинции Самора-Чинчипе южнее до департаментов Ла-Пас и Кочабамба.